# Pat Griffith

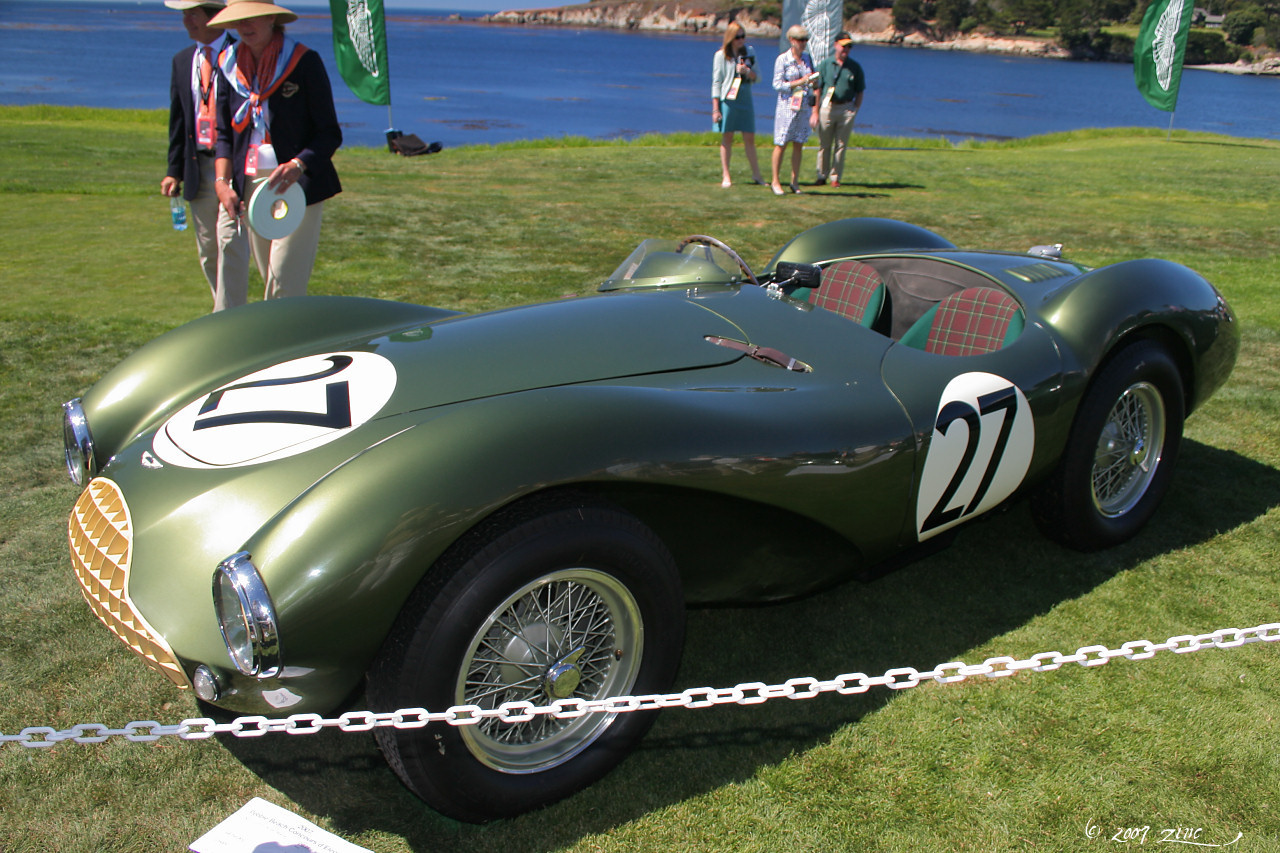
Der Aston Martin DB3S der für Pat Griffith beim 24-Stunden-Rennen von Le Mans 1953 gemeldet wurde

Patrick Waldron Cobham „Pat“ Griffith (* 26. April 1925 in Weybridge; † 28. Januar 1980 in Vale Royal) war ein britischer Automobilrennfahrer.

## Karriere
Pat Griffith war in den 1950er-Jahren als Sportwagen-Rennfahrer aktiv und war Werksfahrer bei Aston Martin. Nach ersten Rennen bei Clubrennen in Großbritannien und Starts bei britischen Sportwagenrennen, war der erste internationale Einsatz für Aston Martin die Mille Miglia 1952. Auf einem Aston Martin DB2 konnte er das Rennen als Partner von George Abecassis nach einem Ausfall nicht beenden.
1953 war das erfolgreichste Jahr in der Karriere von Pat Griffith. Nach einem zweiten Endrang beim 9-Stunden-Rennen von Goodwood, geschlagen nur von den Aston-Martin-Teamkollegen Reg Parnell und Eric Thompson, gewann er gemeinsam mit Peter Collins (der auch in Goodwood sein Teamkollege war) die zur Sportwagen-Weltmeisterschaft 1953 zählende RAC Tourist Trophy auf einem Aston Martin DB3S.
Seine Karriere endete 1954 nach einem schweren Unfall beim 12-Stunden-Rennen von Hyères. nach dem Verkauf der familieneigenen Werkzeugfirma an den britischen Zement- und Baukonzern Turner & Nepal stieg er nach dem Ende seiner Laufbahn dort ein und wurde später Mitglied des Vorstands. Er starb 1980 an Krebs.

## Statistik

### Le-Mans-Ergebnisse
| Jahr | Team              | Fahrzeug                | Teamkollege  | Platzierung | Ausfallgrund |
| ---- | ----------------- | ----------------------- | ------------ | ----------- | ------------ |
| 1952 | Aston Martin Ltd. | Aston Martin DB3 Spyder | Dennis Poore | Ausfall     | Wasserpumpe  |

### Sebring-Ergebnisse
| Jahr | Team              | Fahrzeug          | Teamkollege   | Platzierung | Ausfallgrund |
| ---- | ----------------- | ----------------- | ------------- | ----------- | ------------ |
| 1954 | Aston Martin Ltd. | Aston Martin DB3S | Peter Collins | Ausfall     | Bremsen      |

### Einzelergebnisse in der Sportwagen-Weltmeisterschaft
| Saison | Team                        | Rennwagen              | 1   | 2   | 3   | 4   | 5   | 6   | 7   |
| ------ | --------------------------- | ---------------------- | --- | --- | --- | --- | --- | --- | --- |
| 1953   | Aston Martin Monkey Stabels | Aston Martin DB3 Kieft | SEB | MIM | LEM | SPA | NÜR | RTT | CAP |
| 1953   | Aston Martin Monkey Stabels | Aston Martin DB3 Kieft |     | DNF |     |     | 19  | 1   |     |
| 1954   | Aston Martin                | Aston Martin DB3S      | BUA | SEB | MIM | LEM | RTT | CAP |     |
| 1954   | Aston Martin                | Aston Martin DB3S      | 3   | DNF | DNF |     | DNF |     |     |